# Triple test
Triple test ili Test trostrukog probira je prenatalni test koji služi za procjenu rizika od kromosomskih abnormalnosti djeteta. Nije dijagnostički test.
Cilj testa je otkrivanje trudnica koje imaju povećani rizik da rode dijete s:
1. Downovim sindromom
2. Oštećenjem neuralne cijevi
3. Drugim poremećajima (npr. Edwardsov sindrom)

## Provođenje testa
Test se provodi se u drugom trimestru trudnoće, točnije od 15. – 18. tjedna uzimanjem krvi trudnice. Iz krvi se određuju specifični parametri čije razine upućuju na abnormalnosti:
1. AFP - alfa fetoprotein
2. ß-hCG - slobodna beta podjedinica humanog korionskog gonadotropina
3. E3 - nekonjugirani estriol

| AFP   | E3      | ß-hCG   | Abnormalnost              |
| ----- | ------- | ------- | ------------------------- |
| nizak | nizak   | visok   | DOWN                      |
| nizak | nizak   | nizak   | EDWARD'S                  |
| visok | nebitno | nebitno | OŠTEĆENJE NEURALNE CIJEVI |

Za procjenu rizika od iznimne je važnosti TOČNO određivanje trajanja trudnoće.

## Rezultati testa
Rezultat nalaza je u obliku 1:n. Opisuje statističku vjerojatnost da trudnica nosi bolesno dijete. Najčešće se kao granična vrijednost uzima 1:250 tj.:
- Ako je n<250 (npr. 1:200, 1:50 ...) rizik je povećan
- Ako je n>250 (npr. 1:300, 1:1000 ...) rizik je mali

Testom se otkrije 65 - 70% poremećaja uz 5% lažno pozitivnih rezultata. Povećan rizik ne mora značiti da se doista radi o bolesnom plodu - nalaz može biti lažno-pozitivan. 

## Dodatne pretrage
Ako dobiveni nalaz ukazuje na povećani rizik od abnormalnosti, trudnica se upućuje na dodatne pretrage ili dijagnostičke postupke kojima će potvrditi ili ukloniti sumnja na abnormalnosti. Neke od naknadnih pretraga uključuju:
- provjera točnosti tjedna trudnoće ultrazvukom (o čemu ovise razine ispitivanih tvari u krvi)
- provjera broja plodova (blizanci, trojci itd. uzrokuju drugačije razine ispitivanih tvari u krvi)
- detaljan ultrazvučni pregled (za otkrivanje vidljivih eventualnih abnormalnosti)
- amniocenteza

## Prekid trudnoće
Ako se nakon obavljenih dodatnih testova sa sigurnošću dijagnosticira neka od abnormalnosti trudnica ima mogućnost prekida trudnoće bez obzira u kojem se tjednu trudnoće tada nalazi.

## Downov sindrom
Trisomija 21 tj. višak 1 kromosoma na 21. paru kromosoma. Javlja se u 1 na 770 živorođene djece. Češći je u trudnica koje rađaju u kasnijoj životnoj dobi, a rizik se povećava nakon 35. godine života trudnice. Osobe s Downovim sindromom imaju karakterističan izgled (glava je smanjena, a zatiljak plosnat, oči su koso, "mongoloidno" postavljene, široko razmaknute, nos je malen, široka korijena, usta su malena pa normalno velik jezik često viri iz usne šupljine, šake su široke i kratke s kratkim prstima). Otprilike 40% djece s Downovim sindromom ima prirođenu srčanu manu. Život je, u prosjeku, smanjen na polovicu u odnosu prema zdravoj populaciji, što ovisi o postojanju dodatnih bolest vitalnih organa. Djeca nikad ne dosegnu mentalne sposobnosti zdrave djece, a stupanj zaostalosti varira od osobe do osobe. Većina djece nije sposobna za školovanje i ostaje socijalno ovisna čitavog života.

## Edwardsov sindrom
Trisomija 18 tj. u 18. paru kromosoma umjesto 2 postoje 3 kromosoma. Pojavljuje se jednom u 5000-8000 novorođenih, a incidencija je u porastu sa životnom dobi trudnice. Prognoza po rođenju je loša te većina djece umire tijekom prve godine. Djeca koja žive duže obično imaju manje izražene anomalije organa, ali imaju naglašenu mentalnu zaostalost.

## Oštećenje neuralne cijevi
Neuralna cijev je struktura koja se razvija vrlo rano u embrionalno doba, a kasnijim razvojem od nje nastaju mozak i leđna moždina. Važno je da se ta cijev pravilno i potpuno zatvori jer u protivnom može ostati otvor na glavi ili kralježnici djeteta. Ovakav poremećaj javlja se s učestalošću od 1-2 na 1000 rođene djece, a pojavljuje se kao anencefalija ili spina bifida. Anencefalija je najčešći poremećaj neuralne cijevi, a radi se o nepotpunom razvoju mozga i kostiju lubanje. Novorođenčad s takvim poremećajem se najčešće rađa mrtva ili umire vrlo brzo po porodu. Kod spine bifide riječ je o otvoru na kralježnici pa se, ovisno o mjestu koje je zahvaćeno, mogu razviti različite poteškoće (slabost ili paraliza nogu, problemi kontrole velike i male nužde, razvoj hidrocefalusa, poteškoće u psihomotornom razvoju).

## Alfa fetoprotein (AFT)
Normalno se nalazi u fetalnoj krvi. Zdravi odrasli (osim trudnica) imaju vrlo niske koncentracije u krvi. Normalna koncentracija u krvi trudnice je 0,5-2 ili 2,5 MoM. Preniske konc. ukazuju na mogućnost Downovog sindroma ili Edwardsovog sindroma, a previsoke na oštećenje neuralne cijevi. 

## Slobodna ß podjedinica humanog korionskog gonadotropina (ß-hCG)
Pojavljuje se u krvi i urinu trudnice 1-2 dana nakon ugnježđivanja ili 8-10 dana nakon ovulacije pa se koristi kao indikator trudnoće u kućnim testovima za trudnoću. njegova vrijednost raste sve do kraja 1. trimestra, nakon čega pada. Pretpostavlja se da je odgovoran za mučnine u početku trudnoće. Razine u krvi mu variraju ovisno o trajanju trudnoće zbog čega je vrlo važno znati točno trajanje trudnoće prije samog testiranja da bi se mogla uočiti eventualna odstupanja. Povećane razine upućuju na Downov sindrom, a snižene na Edwardsov.

## Nekonjugirani estriol (E3)
U značajnim količinama ima ga samo u krvi trudnica. Proizvodi ga posteljica. Razina mu je smanjena kod Downovog i Edwardsovog sindroma.

## Vanjske poveznice
- Arhivirana inačica izvorne stranice od 18. kolovoza 2011. (Wayback Machine)